# Moerasastrild
De moerasastrild (Estrilda paludicola) is een vogel uit de familie van de prachtvinken (Estrildidae).

## Verspreiding en leefgebied
De soort telt zes ondersoorten:
- E. p. paludicola: van de oostelijke Centraal-Afrikaanse Republiek en noordelijk Congo-Kinshasa tot westelijk Kenia.
- E. p. roseicrissa: van oostelijk Congo-Kinshasa en zuidwestelijk Oeganda tot noordwestelijk Tanzania.
- E. p. marwitzi: het zuidelijke deel van Centraal-Tanzania.
- E. p. benguellensis: Angola, zuidelijk Congo-Kinshasa en Zambia.
- E. p. ruthae: centraal Congo-Kinshasa.
- E. p. ochrogaster: Soedan en Ethiopië (Ethiopische astrild).